# Hermíone (mitologia)

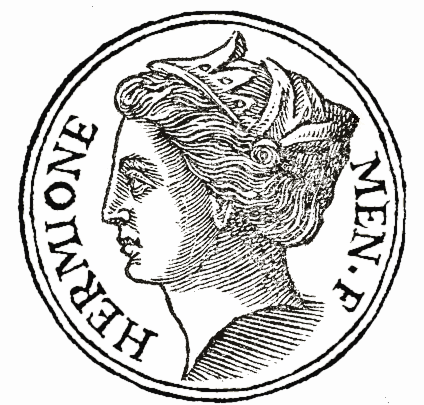
Moneda amb la cara d'Hermíone

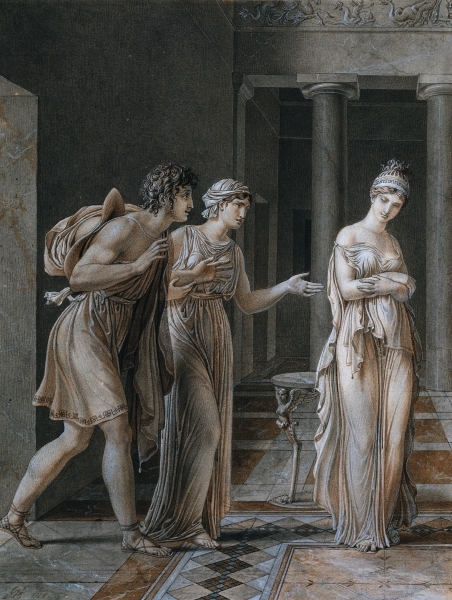
Orestes i Hermíone

Hermíone (Ἑρμιόνη) va ser una heroïna mitològica grega, filla única de Menelau i Hèlena i maca com Afrodita (Homer Odissea 4.14, Il. 3.175). Era neta de Leda, la mare d'Hèlena, esmentada per Virgili a l'Eneida com a Ledaea.
Havia estat promesa a Orestes, però el seu pare, en ocasió de la guerra de Troia, per assegurar l'aliança d'Aquil·les, la va fer prometre al fill d'aquest, Neoptòlem. A la tornada a Lacedemònia es va celebrar el casament, després que Orestes es veiés obligat a cedir Hermíone, que segons algunes versions ja estava casada amb ell. En el moment del banquet nupcial van arribar al palau, segons l'Odissea, Telèmac i el seu amic Pisístrat. En el matrimoni d'Hermíone i Neoptòlem passaven els anys i no havien tingut fills, i per aquesta raó, el seu marit es va dirigir a Delfos per a preguntar a l'Oracle a què es devia això, ocasió que Orestes havia aprofitat per matar-lo o perquè el matessin els ciutadans de Delfos durant una revolta. Més tard, Hermíone es va casar amb Orestes i van tenir un fill: Tisamen.